# György Piller
György Piller, född 19 juni 1899 i Eger, död 6 september 1960 i San Francisco, var en ungersk fäktare.
Piller blev olympisk guldmedaljör i sabel vid sommarspelen 1932 i Los Angeles.